# Johan Olof Bååth
Johan Olof Bååth, född 13 juli 1776 i Huaröds socken, död 10 maj 1857 i Tanums socken. Han var borgmästare i Vadstena stad.

## Biografi
Bååth föddes 13 juli 1776 i Huaröds socken. Han var son till prästen Martin Båth och Elsa Magdalena Noleen. Bååth blev 1802 hovrättsauskultant. 1816 bodde han i Ödeshög och arbetade som häradshövding. 1817 flyttade familjen till Tungelunda i Harstads socken. Där arbetade han som häradshövding. Var omkring 1823 borgmästare i Vadstena stad. Riddare av Wasaorden. Familjen flyttade 1836 till Strömstad.

### Familj
Bååthe gifte sig 19 september 1817 i Rogslösa med Louise von Nackreij (1787-1859). Hon var dotter till häradshövdingen Ture von Nackreij och Kristina Margareta Natt och Dag. De fick tillsammans barnen Seved (1819-1873), Ture Martin (1822-1888), Lovisa Filippa Charlotta (1826-1826) och Johan Ludvig (1827-1912).